# Тотта
Тотта — река в Аяно-Майском районе Хабаровского края, Россия, правый приток Северного Уя. Длина реки — 127 км, площадь водосборного бассейна — 2640 км².
Начинается на высоте более 793 м над уровня моря в центральной части хребта Джугджур. Преимущественно течёт на юго-запад. Берега участками заболочены. Впадает в Северный Уй несколькими рукавами по правому берегу на высоте 404 м над уровнем моря выше впадения Нёта. В нижнем течении ширина русла достигает 65 м при глубине 0,8 м, скорость течения — 1,5 м/с.

## Основные притоки
Указаны поименованные притоки длиной 20 км и более
| Название  | Расстояние от устья | Длина | Положение |
| --------- | ------------------- | ----- | --------- |
| Нельбачан | 40                  | 64    | левый     |
| Чабит     | 62                  | 52    | левый     |
| Потыкалда | 98                  | 26    | левый     |

## Данные водного реестра
По данным государственного водного реестра России относится к Ленскому бассейновому округу, речной бассейн реки — Лена, речной подбассейн реки — Алдан, водохозяйственный участок реки — Мая от истока до водомерного поста села Аим.
Код объекта в государственном водном реестре — 18030600512117300024822.